# Casone del Cornio Vecchio
Die Insel Casone del Cornio Vecchio oder Cason (del) Cornio Vecchio befindet sich im Süden der Lagune von Venedig, westlich der Einfahrt von Malamocco an dem kleinen Canale del Cornio; dieser mündet in den nordwärts fließenden Canal Valgrande, der wiederum in den Hauptkanal nach Mestre und Marghera, den Canale Mestre-Marghera mündet. Die Insel hat eine Fläche von 1.335 m² oder 0,1335 ha. 
Auf der Insel befindet sich ein einziges Haus, das jedoch verfallen ist. Diese Art von Häusern wird als Cason(e) di pesca bezeichnet; sie gelten als die einfachsten, und wohl auch ältesten baulichen Strukturen auf den Inseln und dienen den Fischern als Unterkunft, Lager und Anlegestelle für ihre Boote. Dabei bedeutet ‚casone‘, abgeleitet von ‚casa‘, ‚großes Haus‘. Spätestens Mitte des 16. Jahrhunderts war die Bezeichnung bekannt, denn sie erscheint bei Cristoforo Sabbadino, dem Beauftragten für die venezianischen Gewässer.
Heute wird die Insel gelegentlich noch von Fischern aufgesucht und hin und wieder von Besuchern.